# Elizabeth Griffith

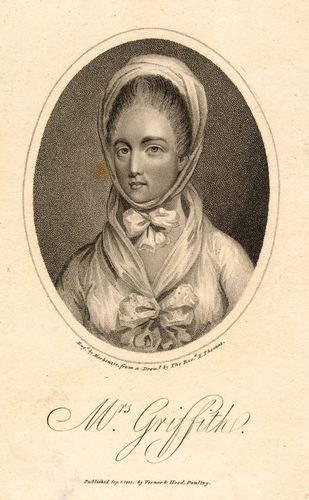
Elizabeth Griffith

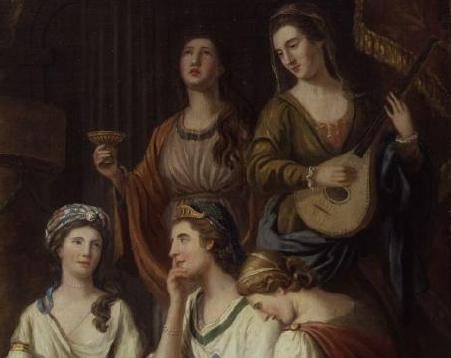
Griffith (Sentada, derecha), en compañía de otra "Bluestockings" (1778)

Elizabeth Griffith (1727-5 de enero de 1793) fue una dramaturga, escritora de ficción, ensayista y actriz del siglo XVIII que vivió y trabajó en Irlanda.
Elizabeth Griffith nació en Glamorgan, Gales, hija de un director de teatro del Dublín Thomas Griffith y Jane
Foxcroft Griffith el 11 de octubre de 1727.[2] La familia se asentó en Dublín, donde Elizabeth se crio siendo una niña "sociable, alegre y en contacto con la comunidad teatral”. Además de iniciarla a ella en el teatro, Thomas Griffith le introdujo a Elizabeth en literatura francesa e inglesa. Su padre murió en 1744, dando lugar a un trance económico para la familia. Su debut en Dublín tuvo lugar el 13 de octubre de 1749, cuando interpretó a Julieta con un Romeo considerablemente más viejo interpretado por Thomas Sheridan en el Smock Alley Theatre en Dublín. Griffith se especializó en funciones trágicas, como Jane Shore en La Tragedia de Jane Shore y Cordelia en King Lear. 
Elizabeth conoció su futuro marido, Richard Griffith, en 1746.[2] En mayo 12,[3] 1751, se casaron en secreto. Elizabeth dio la luz a dos niños, Catherine y Richard. Por parte de su hijo, entre sus descendientes se encontraba el político australiano Arthur Hill Griffith, que era su nieto, y la actriz franco-canadiense Jessica Paré.
El noviazgo de Elizabeth y Richard duró cinco años, proporcionando las bases para la primera publicación de Una Serie de Cartas Genuinas Entre Henry y Frances, publicadas en seis volúmenes entre 1757 y 1770. Las cartas incluyen muchas referencias a “temas literarios y filosóficos de interés mutuo, como las cartas de Jonathan Vencejo y Alexander Pope o Los Oficios de Cicerón"; por lo que Griffith valoró la oportunidad para profundizar su educación.  Las cartas entre Henry y Frances tuvieron un éxito inmediato que generó fama para ambos escritores, pero no riqueza. Richard viajó después de casarse y estaba ausente durante periodos largos. Prestó una gran suma de dinero para desarrollar una fábrica de lino que quebró en 1756. Durante este tiempo, y mientras Richard evitando ir a juicio por las deudas, los ingresos generados por la escritura de Griffith sostuvieron la familia. Continuó su trayectoria como actriz en Covent Garden (Londres), de 1753 a 1755, aunque nunca interpretó papeles principales. .
Aprovechando el éxito inicial de las Cartas, Elizabeth tradujo muchas obras de teatros francesas. Entre 1764 y 1769,  escribió cuatro obras con diversos grados de éxito. La tercera obra de Griffith, La Equivocación Doble (1766) fue bien recibido en Covent Garden, lo que le animó a acercarse a David Garrick en busca de ayuda para organizar su próxima actuación. Griffith colaboró con Garrick para producir una comedia más exitosa, The School for Rakes, en 1769.[3] Mientras ambos tuvieron una relación complicada, la influencia de Garrick estaba claramente presente. Después de la muerte de Garrick, en el anuncio para la publicación impresa de The Times, Griffith atribuyó a Garrick la “primera idea de esta obra”. Richard Brinsley Sheridan, el hijo de su mentor teatral Thomas Sheridan, produjo The Times, en el teatro Drury Lane. Mientras su fama no fue el resultado directo de su carrera como actriz, los contactos teatrales de Griffith eran inestimables a su éxito.
La producción literaria de Elizabeth Griffith se mantuvo estable de 1760 a 1779, obteniendo su notoriedad en las tertulias literarias de Londres. Publicó ensayos, novelas epistolares, relatos cortos, traducciones, y crítica literaria. También fue una escritora prolífica que produjo un gran números de obras. En la última década de su vida estuvo libre de dificultades económicas que previamente había sufrido ella y su marido  durante su matrimonio.
El hijo de Griffith trabajaba para la Compañía de India del Este como contable, y regresó a Irlanda en 1786 como hombre rico. Se estableció en Millicent House en el condado Kildare, y Griffith y su marido vivieron el resto de sus días en esta residencia. Griffith Murió en Millicent House en 1793.[2]

## Obras
Griffith escribió una serie de comedias teatrales, cinco de las cuales se interpretaron:  La Mujer Platónica (1765), La Equivocación Doble (1766), La Escuela para Rastrillos (1769, una adaptación de  Beaumarchais's Eugénie) Una Mujer en el Derecho (1772, también conocida como Paciencia, el Mejor Remedio), y El Tiempo (1779). De estas obras, La Escuela para Rastrillos fue la más popular, y Elizabeth ganó bastante dinero para inscribir a su hijo a la Compañía de India del Este.[2]
También publicó dos textos de no ficción. The Morality of Shakespeare's Drama Illustrated (1775) es un comentario crítico extenso sobre las obras de Shakespeare. En su prefacio reclama que Elizabeth Montagu en su Essay on the Writings and Genius of Shakespeare inspiró su intento de defender Shakespeare contra Voltaire. El tomo de 529 páginas de Griffith es significativo ya que es uno de las primeras declaraciones junto con la de Montagu sobre la importancia nacional de Shakespeare. El segundo, Essays, Addressed to Young Married Women (1782), se publicó en los Estados Unidos como Letters Addressed to Young Married Women (1796). Esta colección de ensayos daba consejos sobre la maternidad, roles de género, y responsabilidad financiera.
Griffith ganó dinero para su familia a través de trabajo de traducción del francés al inglés. Su trabajo incluyó predominantemente memorias y colecciones de las cartas escritas por personas como Ninon de L'Enclos, Marthe–Marguerite, Marquise de Caylus, e incluso Voltaire. También tradujo algunas novelas francesas, como The Princess of Cleves: An Historical Novel por Marie-Madeline, condesa de La Fayette.
Griffith fue más conocida como novelista The Delicate Distress (1769) fue publicada junto a una obra de su marido, una novela titulada The Gordian Knot (1769), en una publicación de cuatro volúmenes. Su género narrativa es la novela epistolar, como se puede observar en las obras de The History of Lady Barton (1771) y The Story of Lady Juliana Harley (1776).
También publicó un poema dramático, Amana (1764).

## Temas e influencias
Aunque las primeras obras de Griffith fueron profundamente críticas con respecto al tratamiento de mujeres, su trabajo experimentó un cambio después de su trasladarse a Londres. Griffith se vio atacada por los críticos de Londres, y fue vista como atrevida por respetar a las mujeres. La necesidad de ganar dinero para mantener a su marido y los niños le llevaron a someterse a los gustos de la audiencia. 
Después de este cambio, el objetivo principal de Griffith se convirtió en la esfera doméstica. Fue en este punto cuando dejó de crear papeles de mujeres inteligentes y empezó a crear protagonistas doloridas, que sufrían como consecuencia de una vida traumática y maridos (a menudo) violentos. De aquí en adelante, su trabajo pasó a ser bastante moralista; por ejemplo, The Times es una crítica de una sociedad decadente, y un aviso contra los peligros de las apuestas. Pero, aunque tenga que mostrarlo de una manera diferente para retener una audiencia, nunca pierde su perspectiva de género y sus protagonistas mujeres son siempre de morales superiores que los protagonistas masculinos. 
Griffith no se vio tan sola en esta búsqueda moral. Editó una colección de dramaturgas como Eliza Haywood y Aphra Behn. Aunque las obras de estas mujeres estaban en ese momento vinculadas a la inmoralidad sexual, Griffith argumentó en su lugar que estas mujeres eran dramaturgas instructivas que estaban tratando de enseñar el mundo sobre moralidad adecuada.

## Recepción contemporánea
A lo largo de su vida, Griffith era mayormente conocida por las cartas para su marido que fueron publicadas en seis volúmenes.  A Series of Genuine Letters between Henry and Frances (1757–1770) era una serie celebrada que presentó las cartas editadas del Señor y de la Señora Griffith durante el paso del noviazgo al matrimonio. En las "cartas", la sentimentalidad es el modo de discurso. A las mujeres les gustaba Griffith como modelo de condición de mujer, ilustrando rasgos demandados por el público como inteligencia, reflexión, y humor. Frances Burney escribió en su revista que las Cartas "son doblemente placenteras, encantadoras para mí, - han aumentado mi gusto para la escritura, y me animó en mi intento de dar una opinión de los libros que  leía."[3]
Sus obras recibieron críticas variadas. El Dictionary of Literary Biography afirma que los revisores de las producciones de las obras de Griffith  ocasionalmente se quejaron "de una mala trama y de falta de argumento," pero que el público en general estuvo comprometido por el aspecto sentimental y moral de Griffith (175). Aunque el público ocasionalmente se quejaban de que sus personajes femeninos estaban demasiado en primer plano. Griffith era vista como una moralista en su trabajo y a veces se le acusaba de indecorosa por su lenguaje satírico, impropio de una mujer. La obra menos exitosa de Griffith fue A wife in the Right, que se estrenó el 9 de marzo de 1772. 

## Investigación reciente
Según el Dictionary of Literary Biography, los historiadores modernos del teatro generalmente han considerado a las obras de Griffith como "mediocre, ineptas tediosamente sentenciosas" (175). Los lectores modernos a menudo se sienten incómodos con la relación conflictiva entre la capacidad de las mujeres y el deber de la esposa, así como el papel de subordinación del hombre en la obra. 
Aun así hay pocos estudios académicos sobre la vida y las obras de Griffith. Su obra representa tanto una vida interesante como las luchas de una mujer común, de medios modestos, que intenta hacer una carrera por sí misma en el siglo XVIII. Aunque no era tan conocida como sus contemporáneos (Susanna Centlivre), sin duda era una escritora prolífica y, en el momento de su muerte, se había hecho un hueco en el mundo literario.